# جوگورتا دومران
جوگورتا دومران (انگلیسی: Jugurtha Domrane؛ زادهٔ ۱۳ ژوئیه ۱۹۸۹) بازیکن فوتبال است.